# Grajewko
Grajewko – jezioro w Polsce na Pojezierzu Mazurskim, w Krainie Wielkich Jezior Mazurskich przylega do wschodniego brzegu jeziora Niegocin, łącząc się z nim krótkim ciekiem. 
To mały i dość płytki zbiornik zasilany przez wody Jeziora Kąpskiego. Uchodzą do niego dwa rowy oraz ciek odwadniający stawy rybackie. Odpływ wód odbywa się w kierunku jeziora Niegocin.
Zlewnia o powierzchni 17,7 km² obejmuje głównie pola uprawne, linia brzegowa jest słabo rozwinięta.
Na południowo-wschodnim brzegu jeziora leży wieś Grajwo.